# SN 1940B
SN 1940B est une supernova découverte le 5 mai 1940 dans la galaxie spirale NGC 4725 et située dans la constellation de la Chevelure de Bérénice. Elle atteignit une magnitude maximale de +12,8, localisée dans le cadrant nord-est de sa galaxie-hôte, à 95" E et à 118" N du centre de la galaxie. Elle fut la première supernova de type II observée.
SN 1940B est l'une des cinq supernovæ découvertes en 1940, les autres étant SN 1940A, SN 1940C, SN 1940D et SN 1940E.